# Parc national de Magura
Le parc national Magurski ou Magura (en polonais : Magurski Park Narodowy ; Magurski est un adjectif qui désigne ce qui appartient ou est rattaché à Magura) est un parc national situé dans le sud-est de la Pologne, près de la Slovaquie, à la limite de la voïvodie de Petite-Pologne et de la voïvodie des Basses-Carpates. Il couvre la majeure partie du bassin supérieur de la rivière Wisłoka. Lorsque le parc a été créé en 1995, il couvrait 199,62 km2, mais il fait maintenant seulement 194,39 km2, dont 185,31 km2 de forêt.
Le parc tire son nom du massif de Magura Wątkowska, d'après Wątkowa, son plus haut sommet. Magura est aussi le nom du deuxième plus haut sommet de ce massif.

## Paysage
Le parc national Magurski se compose essentiellement de forêt de basse et moyenne montagne. Parmi les curiosités géologiques, les plus importantes figurent les Diabli Kamień ("Pierres du Diable") et la réserve Kornuty. La partie principale du parc se compose du massif de la Wątkowska, avec son plus haut sommet Wątkowa culminant à 847 mètres. D'autres collines significatives sont Magura (842 m), Wielka Góra (719 m) et Nad Tysowym (713 m). La rivière Wisłoka et ses affluents sont quelques-uns des éléments les plus pittoresques du parc. Le Wisłoka est un exemple typique de torrent de montagne, qui crée de pittoresques ravins et change fréquemment son cours.

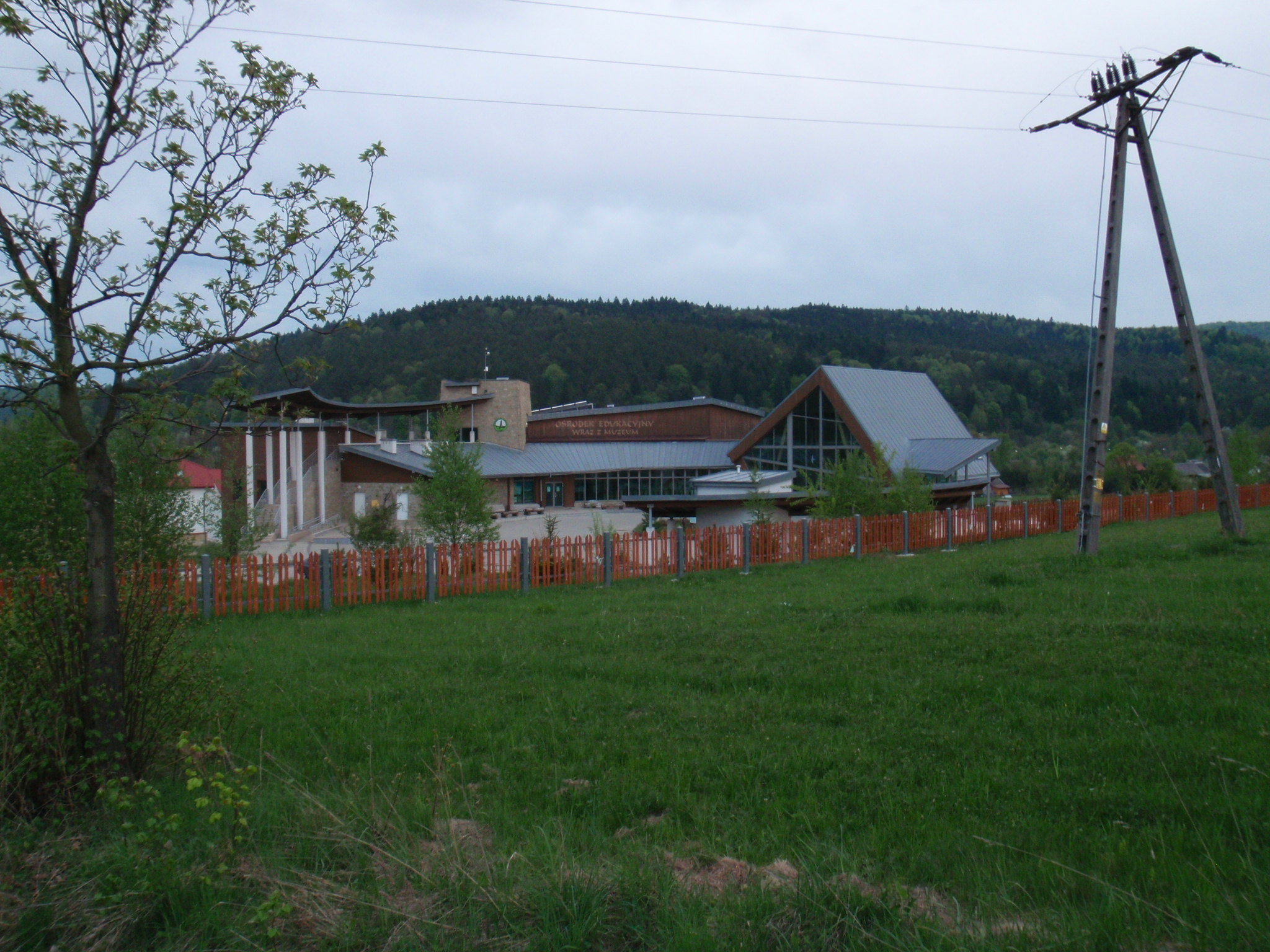
Siège du parc
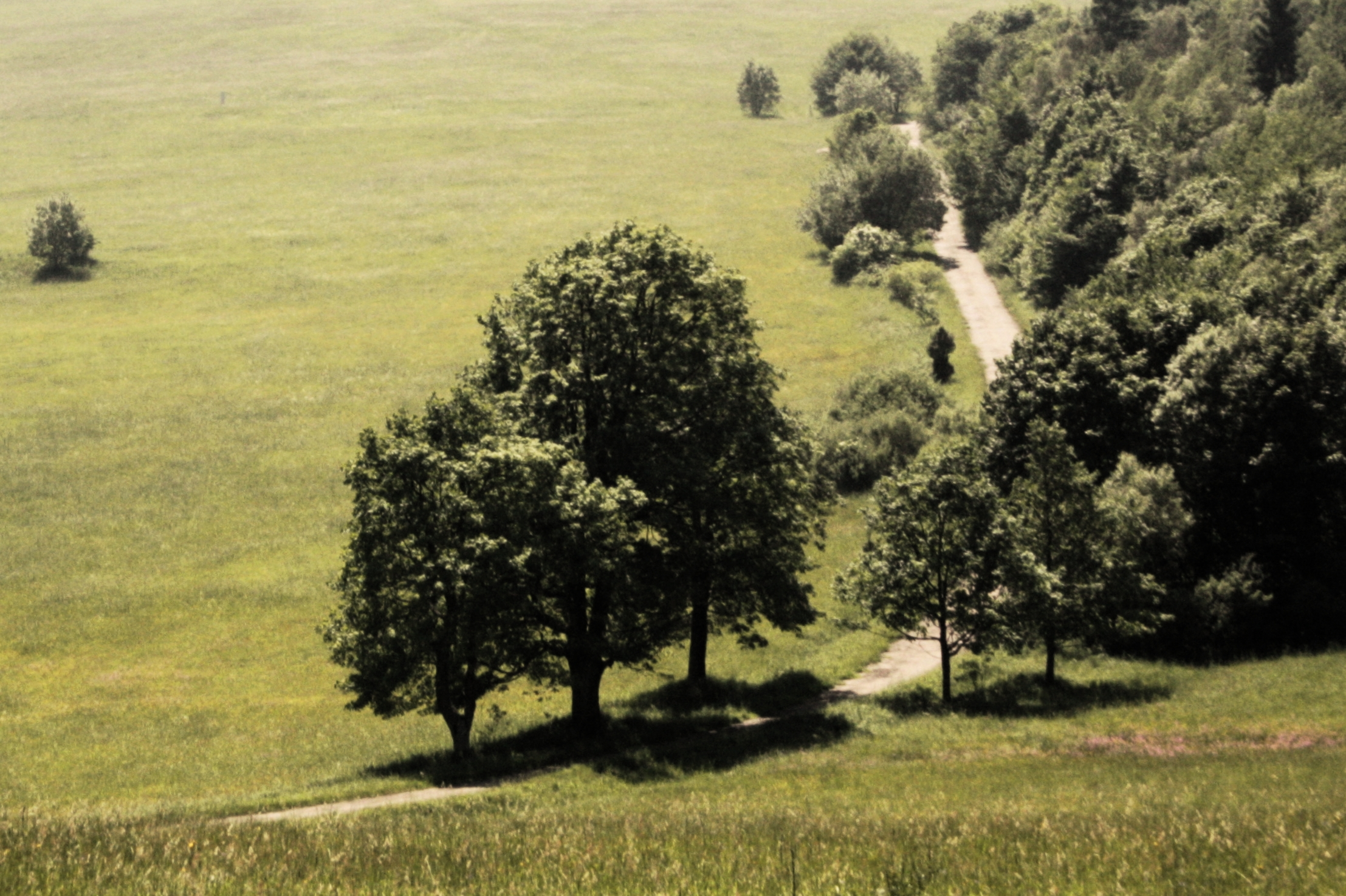
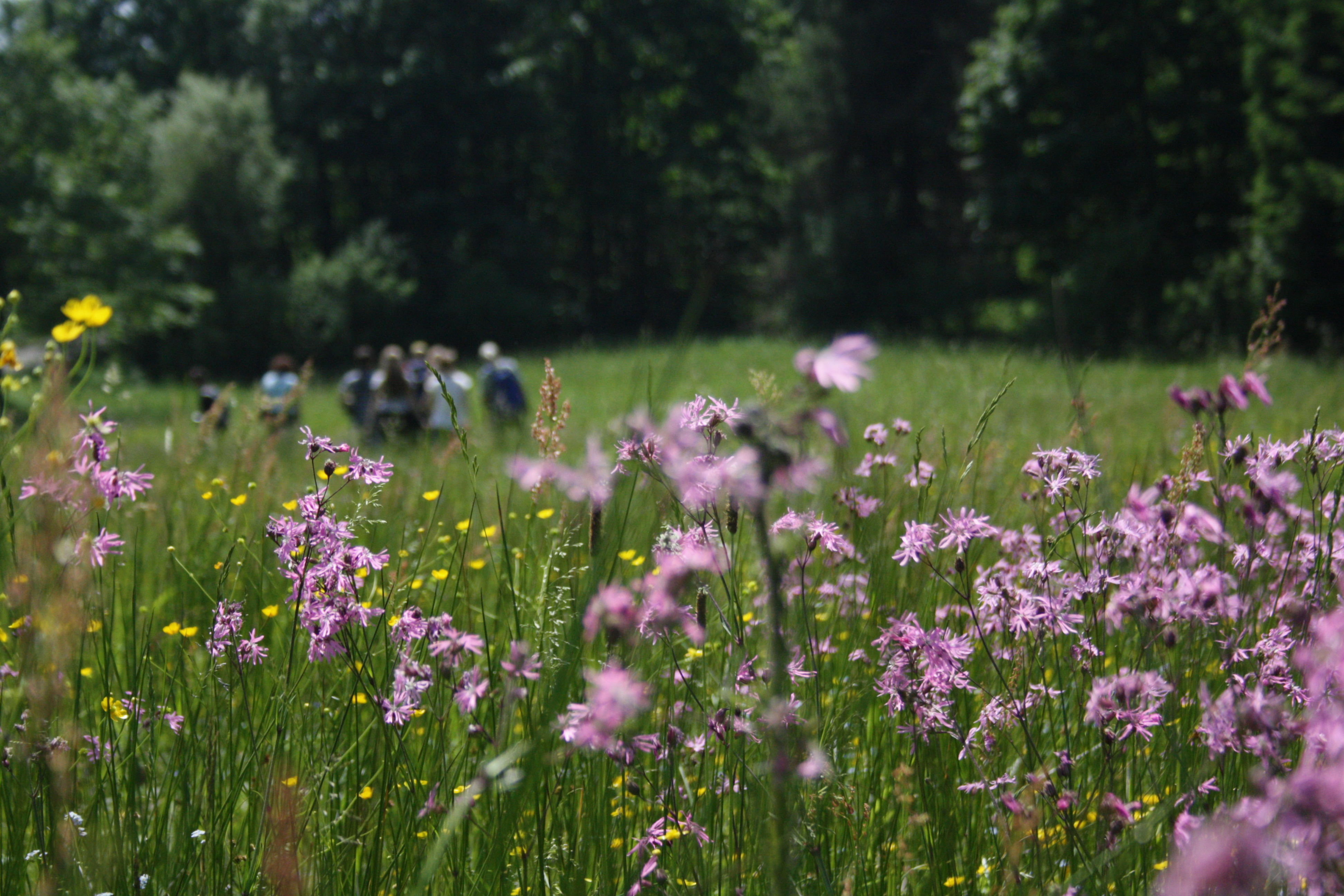
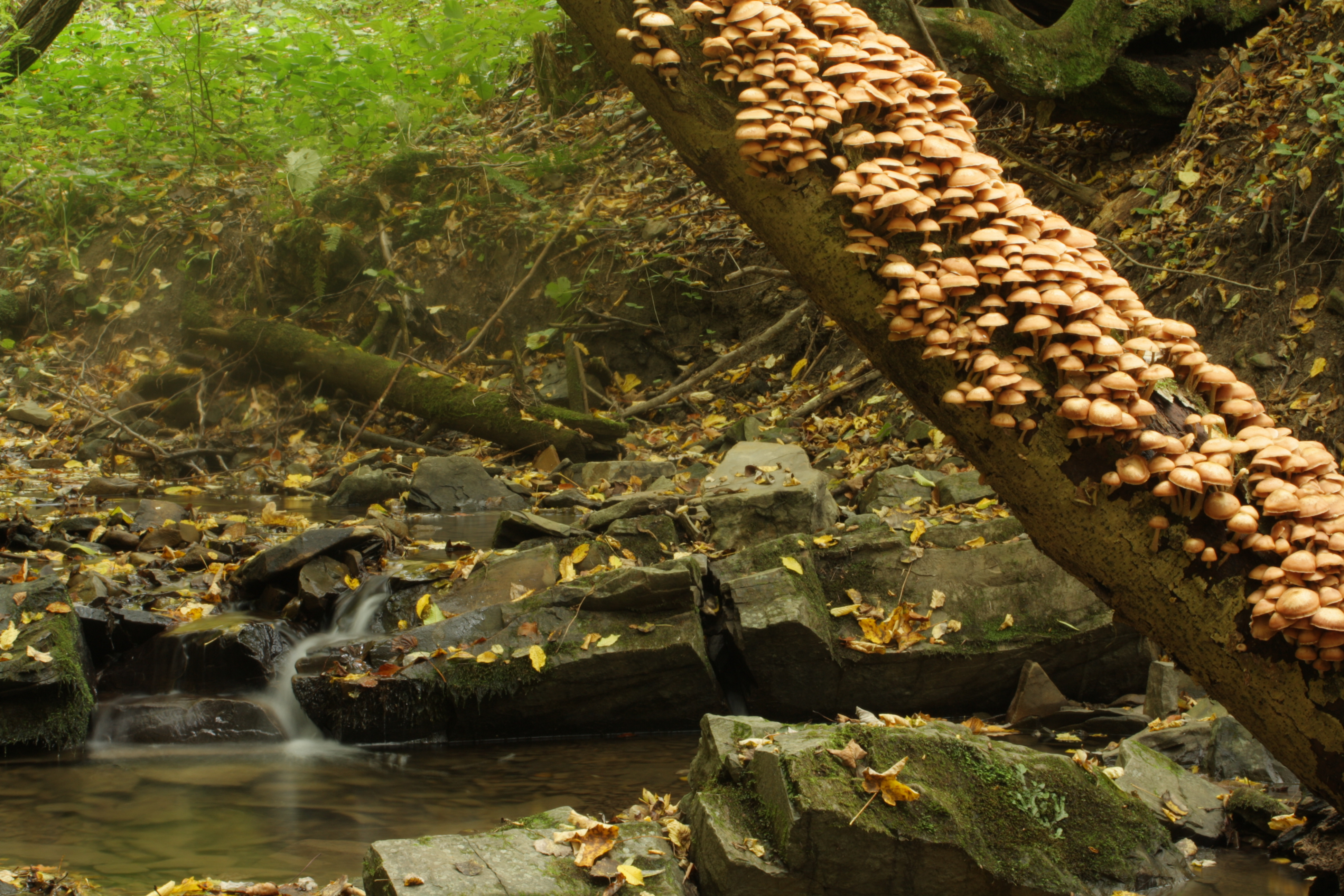
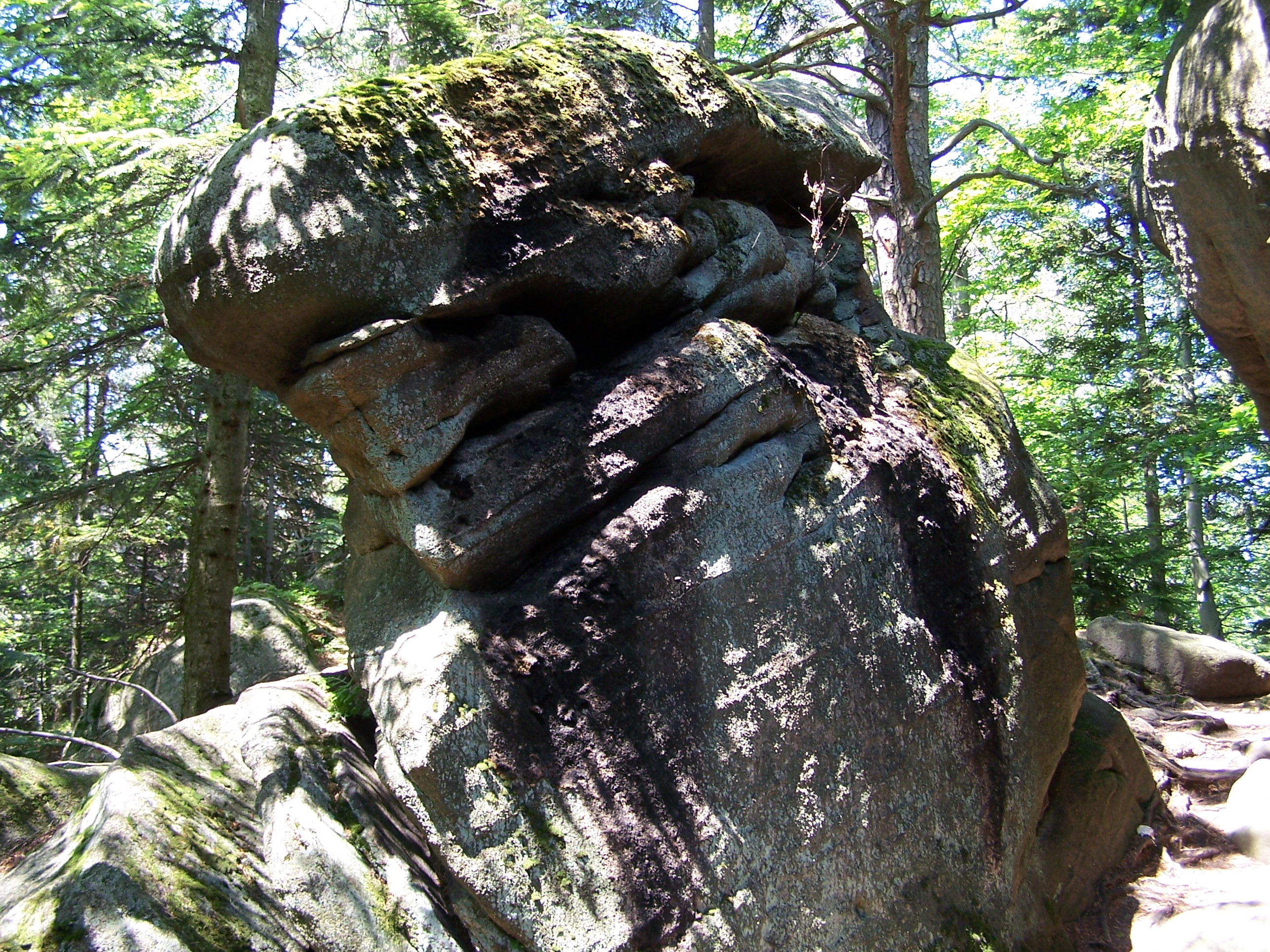
Pierre du Diable
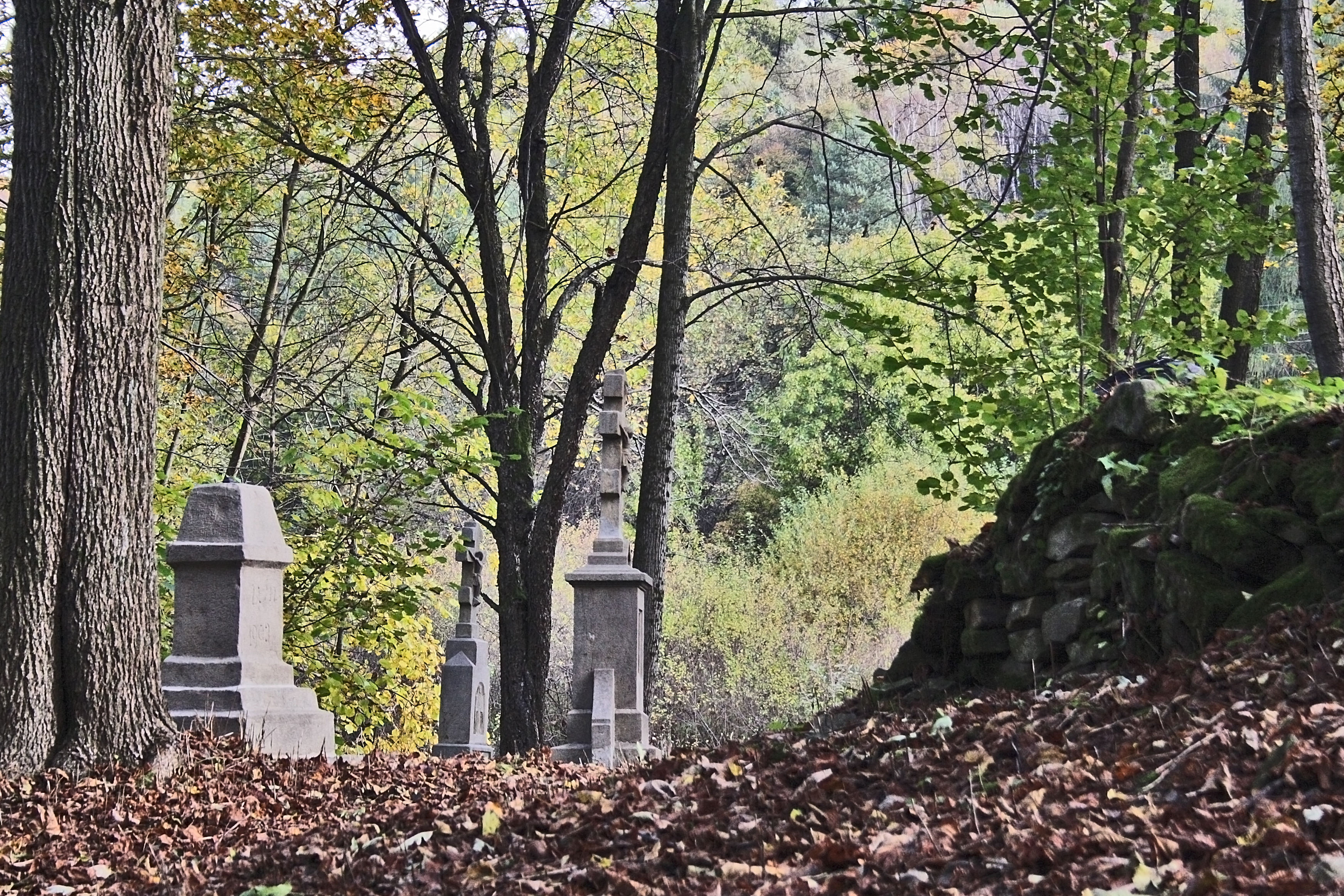

## Flore et faune
La variété des plantes reflète le caractère transitoire de l'emplacement du parc - entre l'est et l'ouest des Carpates. La majorité du parc est constitué de forêt. L'épinette n'est pas fréquente ici, ce qui signifie que le bois est pour la plupart resté à son état naturel.
La vie animale est très riche dans le parc, il y a 137 espèces d'oiseaux, dont plusieurs en voie de disparition comme l'aigle et le hibou grand-duc ainsi que la cigogne. Il y a aussi 35 espèces de mammifères, comprenant l'ours brun (qui fait des allers retours entre la Pologne et la Slovaquie), le lynx, le chat sauvage, le loup et la loutre. On peut aussi trouver des poissons, des serpents, des salamandres et de nombreux insectes. On estime que 200 espèces d'animaux sont en voie de disparition.

## Peuplement humain
La plus ancienne trace de présence humaine dans cette zone consiste en des restes d'une forteresse à Brzezowa, sur la montagne Walik. Elle faisait partie du système de bastions construits par la tribu des Wislanes au IXe siècle, sur la frontière sud de leurs terres. Aussi, on peut trouver de petites Églises orthodoxes en bois, construites par le Slave de l'est Lemkos. Malheureusement, certains de ces bâtiments sont en ruine. Dans l'une des cabanes agricoles, au village de Kolonia Olchowiec, il y a un petit musée privé présentant la culture Lemko.
Il y a aussi de nombreux cimetières de la Première Guerre mondiale, cette région ayant longtemps été un champ de bataille entre les armées de la Russie et de l'empire austro-allemand. Un rappel tragique de la Seconde Guerre mondiale est le cimetière de 1250 Juifs, qui ont été tués par les Nazis en 1942, à la passe de Halbów.
Le parc a ses quartiers dans le village de Krempna.